# HD 107146
HD 107146是一顆距離地球約90光年（28秒差距）的恆星，天球上位於后髮座 。該恆星的視星等為肉眼不可見的7.028。

## 概要
HD 107146的物理特性與太陽相近，例如與太陽相同的G2V型光譜，因此它被認為是類太陽恆星 。該恆星的質量為1.09 M☉，半徑則為0.99 R☉。HD 107146是年齡約8000萬至2億年的年輕恆星。它的自轉軸傾角為相對觀測者視線方向的21+8
−9度，自轉週期為相對於太陽較短暫的3.5日。

## 星周盤
2003年，天文學家在HD 107146的觀測資料中確認紅外過量現象，並且對它的次毫米波觀測則暗示星周盤的存在，這是首次在光譜型類似太陽的恆星周圍發現岩屑盤，雖然該恆星遠比太陽年輕。2004年，哈伯太空望遠鏡對HD 107146的觀測影像中確認在該恆星周圍空間存在星周盤。
HD 107146的星周盤尺寸大約為210 × 300 AU。盤內溫度51 K（−222 °C），質量約0.10 M🜨。天文學家對該岩屑盤的遠紅外線與次毫米波觀測資料分析，以及哈伯太空望遠鏡的觀測都顯示盤內有小顆粒岩屑存在。盤面似乎有稍微拉長的狀況，因此外表呈橢圓形，短軸位於方位角58° ± 5° 處。如假設該盤實際上為圓形，則該星周盤的平面與天球平面傾角為25° ± 5°。2009年發表的一篇論文則提出盤內可能有一顆距離母恆星45至75天文單位的行星存在。

## 圖集

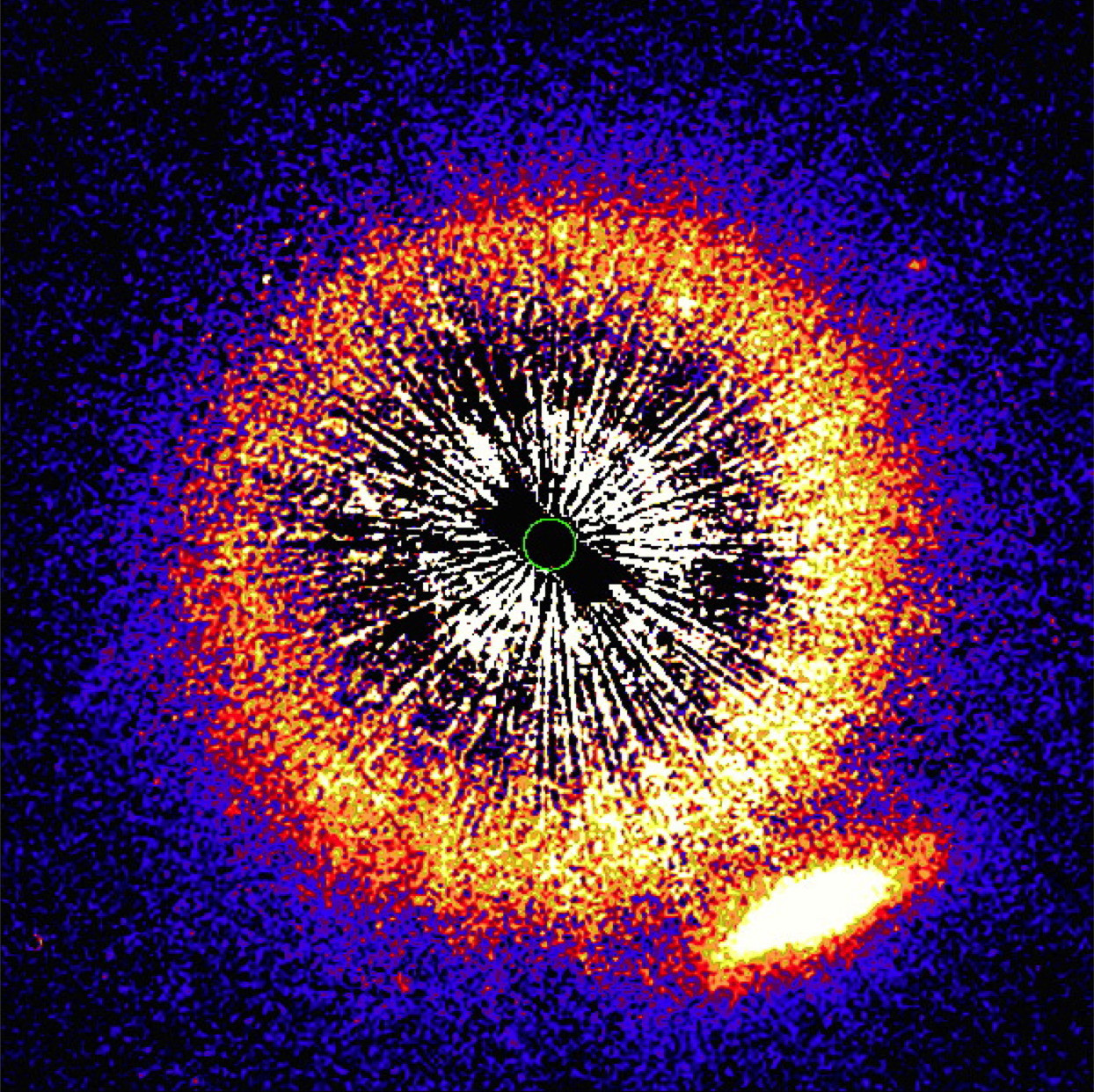
Transit of behind HD 107146與即將在2020年被星周盤完全遮蔽的背景「害蟲星系」（Vermin Galaxy）